# Zhenzi (sockenhuvudort i Kina, Hubei Sheng, lat 31,45, long 110,98)
Zhenzi (kinesiska: 榛子, 榛子乡) är en sockenhuvudort i Kina. Den ligger i provinsen Hubei, i den centrala delen av landet, omkring 330 kilometer väster om provinshuvudstaden Wuhan. Antalet invånare är 11 000. Befolkningen består av 5 097 kvinnor och 5 903 män. Barn under 15 år utgör 10,0 %, vuxna 15-64 år 78 %, och äldre över 65 år 10,0 %.
Runt Zhenzi är det ganska tätbefolkat, med 78 invånare per kvadratkilometer. Det finns inga andra samhällen i närheten. I omgivningarna runt Zhenzi växer i huvudsak blandskog.
Genomsnittlig årsnederbörd är 1 269 millimeter. Den regnigaste månaden är augusti, med i genomsnitt 242 mm nederbörd, och den torraste är december, med 13 mm nederbörd.